# ジャック・ディラン・グレイザー
ジャック・ディラン・グレイザー（Jack Dylan Grazer, 2003年 - ）は、アメリカ合衆国の俳優。

## 私生活
カリフォルニア州ロサンゼルス市出身。
ローマカトリックの家で育つ。アダレイ・スクール・フォー・ザ・パフォーミング・アーツの劇団に入り、「レ・ミゼラブル」に出演。友達と映画を制作するのが好きで、将来は監督業や制作に携わりたいと思っている。学校の映画祭で自身の作品「family is family」が最優秀ドキュメンタリー賞を受賞した。なお、映画プロデューサーのブライアン・グレイザーは叔父である。
趣味はスケボーとフルート演奏。
2017年の映画『IT/イット “それ”が見えたら、終わり。』で共演したフィン・ウルフハードとは私生活でも家に行くほど仲が良い。
両親は別れており、母親のアンジェラ・ラフィーバーと暮らしている。
2017年にEllie Hiyarと交際していたが、すでに破局している。映画"Scales: Mermaids Are Real"で共演したエミー・ペリーとは家族同士で遊ぶほど仲が良い。本人ら曰く、友達とのこと。
好きな色は青。
好きな食べ物は魚、スパゲティ。
2018年、インスタグラムで友達と原っぱでマリファナを吸っている動画が挙げられ、すぐに拡散された。動画がネット上に流出した事を受け、インスタグラムを通じてフォロワーに謝罪した。その時、彼はまだ14歳で愚かだったと反省している。
2021年7月1日、インスタグラムにおいて自身が両性愛者であることをカミングアウトした。

## 主な出演作品

### 映画
- ハロウィン2016 Tales of Halloween (2015)
- IT/イット “それ”が見えたら、終わり。 IT (2017) - エディ・カスプブラク
- ビューティフル・ボーイ Beautiful Boy (2018) - 12歳のニック
- シャザム! Shazam! (2019) - フレディ・フリーマン
- IT/イット THE END “それ”が見えたら、終わり。 It: Chapter Two (2019) - 少年時代のエディ・カスプブラク
- Don't Tell a Soul (2020) - ジョーイ
- あの夏のルカ Luca (2021) - アルベルト・スコルファノ ※声の出演
- ロン 僕のポンコツ・ボット Ron's Gone Wrong (2021) - バーニー ※声の出演
- シャザム!〜神々の怒り〜 Shazam! Fury of the Gods (2023) - フレディ・フリーマン
- Downtown Owl (2023) - ミッチ

### テレビ
- 僕らのままで/WE ARE WHO WE ARE（英語版） We Are Who We Are (2020) - フレイザー・ウィルソン